# Hisanori Fujita
Hisanori Fujita (藤田 尚徳, Fujita Hisanori, 30 octobre 1880 – 23 juillet 1970) est un officier naval japonais, puis, après s'être retiré de la marine, chambellan du Japon et conseiller de l'empereur du Japon durant la Seconde Guerre mondiale.

## Biographie
Fujita est diplômé de l'École navale impériale du Japon et devient commandant du Kirishima le 1er décembre 1924. En 1929, il atteint le rang de vice-amiral et prend le commandement de l'arsenal naval de Yokosuka. Fujita devient vice-ministre de la marine impériale japonaise en 1932, et commandant en chef du district naval de Kure en 1936. Il se retire avec le titre d'amiral de la marine en 1937.
En 1943, Fujita  est nommé directeur du Meiji-jingū. Il sert ensuite en tant que Grand Chambellan du 29 août 1944 au 3 mai 1946. Il est forcé de démissionner par Douglas MacArthur parce que Fujita est associé à l'ancienne caste des militaires.

## Source de la traduction
- (en) Cet article est partiellement ou en totalité issu de l’article de Wikipédia en anglais intitulé « Hisanori Fujita » (voir la liste des auteurs).